# Victor Caccialanza
Victor Caccialanza (* 18. Januar 1902 in der Schweiz; † 21. Oktober 1975 in Los Angeles, Kalifornien, Vereinigte Staaten) war ein in der Schweiz geborener  US-amerikanischer Filmtechniker, der auf der Oscarverleihung 1949 mit einem Oscar, Zertifikat II, ausgezeichnet wurde.

## Biografie
Während seiner Zeit bei Paramount Pictures, Abteilung Erfinden und Bauen, entwickelte Caccialanza zusammen mit seinem Kollegen Maurice Ayers einen Putz, der den Bau von Filmkulissen erleichterte.
Auf der Oscarverleihung 1949 wurden beide mit einem Oscar in der Kategorie „Wissenschaft und Entwicklung“ geehrt für die Entwicklung und Anwendung von Paralite, einem neuen Leichtputz für den Kulissenbau („…for the development and application of “Paralite”, a new lightweight plaster process for set construction“).

## Auszeichnung
Oscar – Kategorie Wissenschaft und Entwicklung, Zertifikat der Klasse II
- ausgezeichnet gemeinsam mit Maurice Ayers